# Mister International 2009
Mister International 2009 fut la quatrième édition du concours mondial de beauté masculine Mister International. Le concours se déroula le 19 décembre 2009 à Taichung, en République de Chine (Taïwan). Parmi les 29 candidats qui se sont présentés à cette élection (29 l’année précédente), ce fut Juan Bruno Kettels Torrico de la Bolivie qui succéda au Vietnamien Ngô Tiến Đoàn.

## Résultats

### Classement
| Place                     | Candidat |
| ------------------------- | --- |
| Mister International 2009 | - Bolivie – Juan Bruno Kettels Torrico |
| 1er dauphin               | - Espagne – Héctor Soria |
| 2e dauphin                | - Liban – Marcelino Gebrayel |
| 3e dauphin                | - France – Maxime Thomasset |
| 4e dauphin                | - Pologne – Sebastian Strzepka |
| Top 10                    | - Belgique – Thomas Ladangh - Singapour – Nelson Lee - Slovénie – Peter Klinc - Taïwan – Terry Shih - Venezuela – Luis Nuzzo                            |
| Top 15                    | - États-Unis – Josh Tolin - Indonésie – Holly Feriston - Irlande – Francis Xavier Usanga - Porto Rico – Heri Quiles Sáez - Viêt Nam – Lê Xuân Vĩnh Thụy |

### Récompenses spéciales
| Titre                                             | Candidat                       |
| ------------------------------------------------- | ------------------------------ |
| Mister Photogenic (Photogénique)                  | - Viêt Nam – Lê Xuân Vĩnh Thụy |
| Mister Congeniality (Sympathie)                   | - Venezuela – Luis Nuzzo       |
| Mister Spirit (Esprit, caractère)                 | - Angola – Jelson Quintas      |
| Best National Costume (Meilleur costume national) | - Taïwan – Terry Shih          |